# Dipara tenebra
Dipara tenebra – gatunek błonkówki z rodziny Diparidae. Endemit Kenii.

## Taksonomia
Gatunek ten opisany został po raz pierwszy w 2021 roku przez Christopha Brauna i Ralpha S. Petersa na łamach „ZooKeys”. Jako lokalizację typową wskazano Las Kakamega w Kenii. Epitet gatunkowy oznacza po łacinie „ciemna, mroczna”.

## Morfologia samicy
Błonkówka o ciele długości od 2293 do 2474 µm i ubarwieniu głównie brązowym do ciemnobrązowego.
Owalna, 1,3–1,4 raza szersza niż wysoka głowa ma gładkie ciemię oraz siateczkowaną twarz z ciemnobrązowym do czarnego pasem między dolnymi krawędziami oczu, przerwanym ponad nadustkiem. Blisko siebie osadzone czułki mają żółtobrązowe trzonek i pierwszy człon biczyka, żółtobrązowe do brązowych nóżkę oraz człony biczyka drugi, trzeci i siódmy, brązowe człony biczyka od czwartego do szóstego, a buławkę białą.
Mezosoma jest przysadzista. Przeciętnych wymiarów przedplecze ma prawie rowkowaną powierzchnię. Na siateczkowanej tarczy śródplecza widnieją dwie czarne plamy po bokach. Notauli zbiegają się przy tylnym brzegu tejże tarczy. Axillae i przód tarczki śródplecza są siateczkowane, frenum zaś gładkie. Skrzydła są w pełni wykształcone, nieskrócone, przednia ich para sięga siódmego tergitu gastra. Odnóża przedniej pary mają białe z brązowymi szczytami biodra, brązowe krętarze i uda, a żółtawobrązowe golenie i stopy. Odnóża pary środkowej są żółtawobrązowe z białymi biodrami i krętarzami, pary tylnej zaś mają ciemnobrązowe do czarnych z białym przodem biodra, białe krętarze, żółtawobrązowe z białym przodem uda oraz żółtawobrązowe golenie i stopy. Pozatułów jest pośrodku i po bokach poprzecznie żeberkowany.
Metasoma ma 2,5–2,8 razy dłuższy niż szeroki, żeberkowano-pomarszczony pomostek. Gaster w 1/3 pokryty jest brązowym pierwszym tergitem. Tergity od drugiego do szóstego oraz tył siódmego są ciemnobrązowe, zaś przednie 2/3 siódmego żółtobrązowe.

## Ekologia i występowanie
Owad afrotropikalny, znany wyłącznie z Lasu Kakamega w Kenii. Spotykany na rzędnych od 1585 do 1676 m n.p.m. Zasiedla ściółkę.